# محمدابراهیم غفاری
محمدابراهیم غفاری (۱۲۳۸-۱۲۹۸ ه‍.خ.) ملقب به معاون‌الدوله فرزند فرخ خان غفاری از سیاستمداران ایران در دورهٔ قاجار است.
در طول زندگی‌اش به وزارت امور خارجه، وزارت مالیه، وزارت پست و تلگراف و وزارت تجارت و فواید عامه رسیده است. در دولت سپهداراعظم تنکابنی که در بیستم اسفند ۱۲۸۹ تشکیل شد، علاوه بر وزارت پست و تلگراف، عهده دار وزارت تجارت شد که ماهها بود عملا تعطیل شده و از میان رفته بود. سپس در سوم خرداد ۱۲۹۰ جای خود را در کابینه با ممتازالدوله عوض کرد و وزیرمالیه شد اما دوران وزارت مالیه کمتر از دو ماه طول کشید و دولت سپهدار تنکابنی کنار رفت. 
معاون الدوله همچنین مدتی سفیر ایران در ایتالیا و رومانی و مدتی نیز کنسول ایران در تفلیس شد. در اول اسفند ۱۲۹۳ در دولت مستوفی الممالک وزیر امورخارجه شد و در دولت مشیرالدوله هم که ۲۲ روز بعد تشکیل شد بر سمت خود باقی ماند تا اینکه این دولت در پنجم اردیبهشت سال بعد کنار رفت. 
معاون‌الدوله با دخترعمویش که دختر هاشم‌خان امین‌الدوله ثانی بود ازدواج کرد و دارای ۵ اولاد شد. دو تن از اولادان او در کودکی فوت شدند. مابقی شامل دو دختر و یک پسر بود، به این شرح: فاطمه خانم، که در جوانی فوت شد، فرنگیس خانم زوجه پسرعمویش آجودان مخصوص پسر وزیر همایون و حسنعلی غفاری وزیرمختار ایران در بلژیک و لوکزامبورگ. نوهٔ او محمدابراهیم فرخ غفاری نیز در دورهٔ پهلوی از سینماگران مشهور بود.